# Ephedrus himalayensis
Ephedrus himalayensis är en stekelart som beskrevs av Gardenfors 1986. Ephedrus himalayensis ingår i släktet Ephedrus och familjen bracksteklar. Inga underarter finns listade i Catalogue of Life.